# かんこ焼き
かんこ焼き（かんこやき）は、神奈川県津久井郡（現・相模原市緑区津久井地区）に伝わる郷土料理。小麦粉の皮で山菜やキノコなどの具を包んで焼いて蒸しあげた料理である。神奈川県の郷土料理として農山漁村の郷土料理百選に選ばれている。

## 概要
地粉の小麦粉で作った生地を少し発酵させ、フキ等の山菜、シメジ等のキノコ、クリ、アズキ、カボチャ、サツマイモ、リンゴ、切り干し大根、漬物等の様々な地元の季節の幸を具として包んで、軽く焼いた後に蒸かして作る。おやき等と同じ種類の料理である。
江戸時代から津久井地区に伝わる料理であるが、津久井地区は稲作に適さない山間地であったため、麦や豆が栽培されており、小麦を中心とする粉食文化が根付いた。うるかや味噌を地粉の皮で包んで焼き、囲炉裏の灰で蒸し焼きにしたかんこ焼きが昼食やおやつとして江戸時代から食されていた。
1992年には地元の商工会女性部有志による「いろりばた工房」によって商品化され、津久井地域の地元特産品コーナーなどで手作りのかんこ焼きが販売されていた。この販売は参加メンバーの高齢化を理由として2019年頃に終了したが、2022年には復活に向けて活動が行われている。
2007年12月に農林水産省主催で選定された農山漁村の郷土料理百選に、へらへら団子とともに神奈川県の郷土料理として選ばれた。

## 名称の由来
「かんこ焼き」という名称は、雅楽で使われる鼓の一種の羯鼓（かっこ）に形が似ているためにが付いたといわれている。